# ULA TV
ULA TV (acrónimo de Universidad de Los Andes Televisión) fue un canal regional venezolano de carácter educativo y es manejada por la Universidad de Los Andes, con sede en la ciudad venezolana de Mérida por la frecuencia UHF en el canal 22 (actualmente sin frecuencia), la señal alcanzaba casi por todo el estado Mérida. El 15 de junio de 2017 CONATEL cesó las transmisiones del canal en la señal abierta.

## Historia
El 10 de septiembre de 1993, la ULA propuso el establecimiento de una estación de televisión UHF para atender a la ciudad de Mérida. El canal 22 de la señal abierta fue asignado por CONATEL en 1994, pero pasarían más de cinco años antes de que la estación comenzara a transmitir. La estación salió al aire con un patrón de prueba el 2 de octubre de 1999 y los programas comenzaron el 25 de octubre, con pruebas de video. Su logo televisivo ha cambiado relativamente de manera constante, llamándose Aula 22, Canal Universitario, y finalmente ULA TV, estableciéndose su señal en el canal 22 de la frecuencia UHF para la ciudad de Mérida, capital del Municipio Libertador y también del estado Mérida.[cita requerida] Los estudios del canal se ubicaron en diferentes partes de la ciudad de Mérida.[cita requerida]
El 15 de junio de 2017, representantes de CONATEL presentaron a la estación una orden inmediata de cierre debido a lo que alegaron estaban incurriendo al “incumplimiento al numeral 1 del artículo 165 y numeral 1 del artículo 172 de la Ley Orgánica de Telecomunicaciones”, lo que sorprendió a los 100 empleados del servicio. Una vez difundida la noticia del cierre, estudiantes de la universidad iniciaron protestas frente a los estudios, afirmando que el cierre había sido ordenado por el entonces gobernador del Estado Mérida, Alexis Ramírez, porque figuras de la oposición aparecieron en ULA TV y habían convocado a un paro nacional en ULA TV. programa, declaraciones que Ramírez declaró "hechos delictivos".
Actualmente su presencia está solamente en plataformas digitales como YouTube y Twitter.

## Logotipos

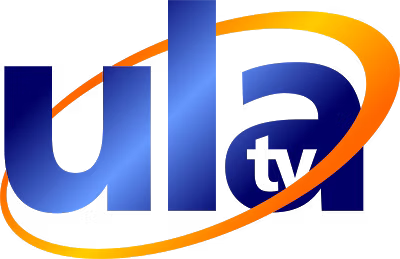
2004 - 2014
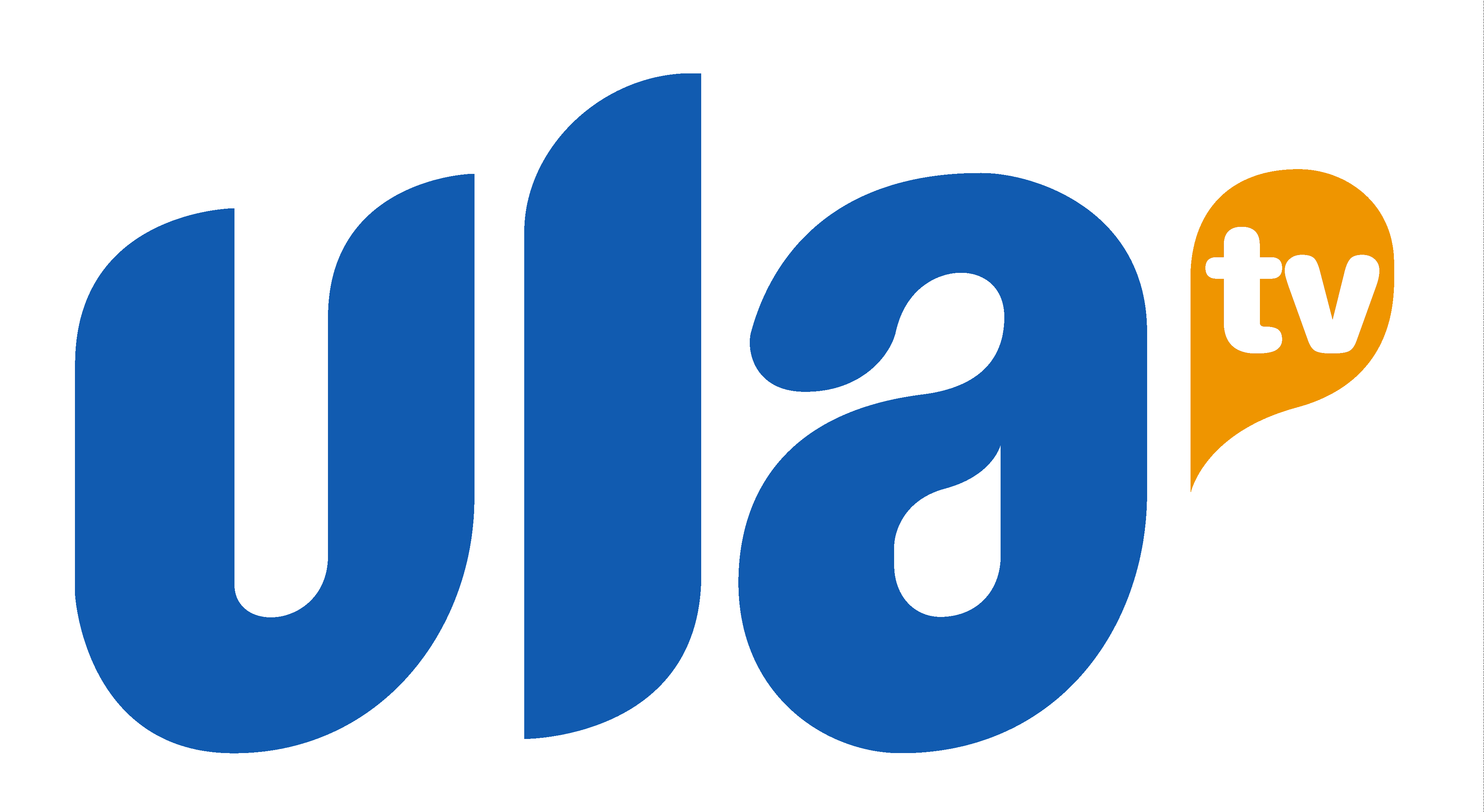
2014 - Presente